# Big Fish (Velká ryba) (muzikál)
Big Fish (Velká ryba) je muzikál s hudbou a texty Andrewa Lippy a libretem Johna Augusta. Vychází z románu Big Fish z roku 1998, jehož autorem je Daniel Wallace, a stejnojmenného filmu Velká ryba z roku 2003, který napsal John August a režíroval Tim Burton.
Českou premiéru měl muzikál v roce 2023 v Městském divadle Brno.

## Děj
Příběh se soustředí na vztah mezi Edwardem Bloomem, cestujícím obchodním zástupcem, a jeho dospělým synem Willem. Sledujeme dvě časové roviny. V současnosti šedesátiletý Edward čelí vlastní smrtelnosti, zatímco jeho syn Will se připravuje na roli otce. V pohádkové minulosti se střetává Edwardovo dospívání s čarodějnicí, obrem, mořskou pannou a láskou svého života Sandrou. Obě linie se proplétají, když Will odhalí tajemství, které mu jeho otec nikdy neprozradil.

## Brněnské provedení: muzikál Velká ryba (Big Fish)
V Městském divadle Brno měl muzikál v roce 2023 českou premiéru pod názvem Velká ryba (Big Fish). Derniéru mělo představení 8. března 2025. Divadelní teoretici oceňují herecké a pěvecké výkony, propracovanou scénografii, bohatou hudební stránku a citlivé zpracování témat fantazie a mezigeneračních vztahů. Kritiku však vzbuzuje jeho tříhodinová délka a složitá struktura s mnoha obrazy a postavami, což může být pro diváky náročné na orientaci.
| „              | Městské divadlo Brno tedy opět připravilo kvalitní výpravný muzikál, který vedle výrazné výtvarné stránky zdobí bohaté choreografie, mnohá velká klasicky muzikálová čísla a skvělé výkony, jak vyrovnané company, tak v hlavních a vedlejších rolích. | “ |
| — Iva Bryndová | |   |

| „                | Aleš Slanina jako Edward Bloom srší hereckou i pěveckou energií, ale dovede vystihnout také bolest a bezmocnost ke sklonku života. | “ |
| — Klára Tesařová | |   |

### Obsazení hlavních rolí
| Lukáš Janota nebo Aleš Slanina          | Edward Bloom                 |
| Daniel Rymeš nebo Marco Salvadori       | Will Bloom, Sherif           |
| Radka Coufalová nebo Tereza Navrátilová | Sandra Bloom                 |
| Kryštof Helbich nebo Matyáš Mičulka     | Mladý Will, Chlapeček, Skaut |
| Míma Krajčová nebo Eliška Hladilová     | Josephine Bloom              |
| Ondřej Halámek nebo Dušan Vitázek       | Karl Obr                     |
| Alan Novotný nebo Jiří Ressler          | Amos Calloway, Vize          |
| Marta Matějová nebo Markéta Sedláčková  | Čarodějka                    |
| Eliška Horňáková nebo Dagmar Křížová    | Jenny Hill                   |